# Mrzechlina

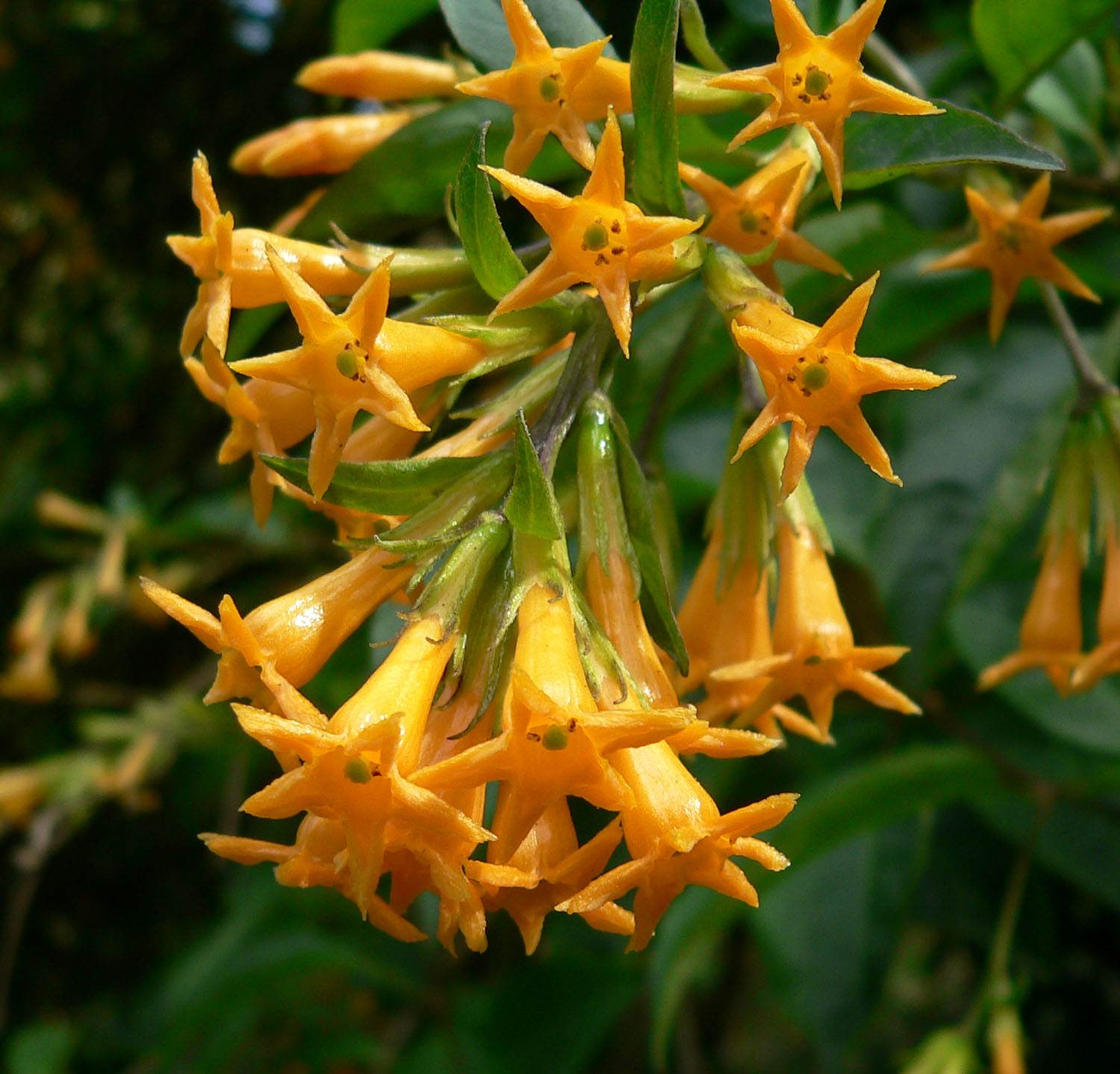
Kwiaty Cestrum aurantiacum

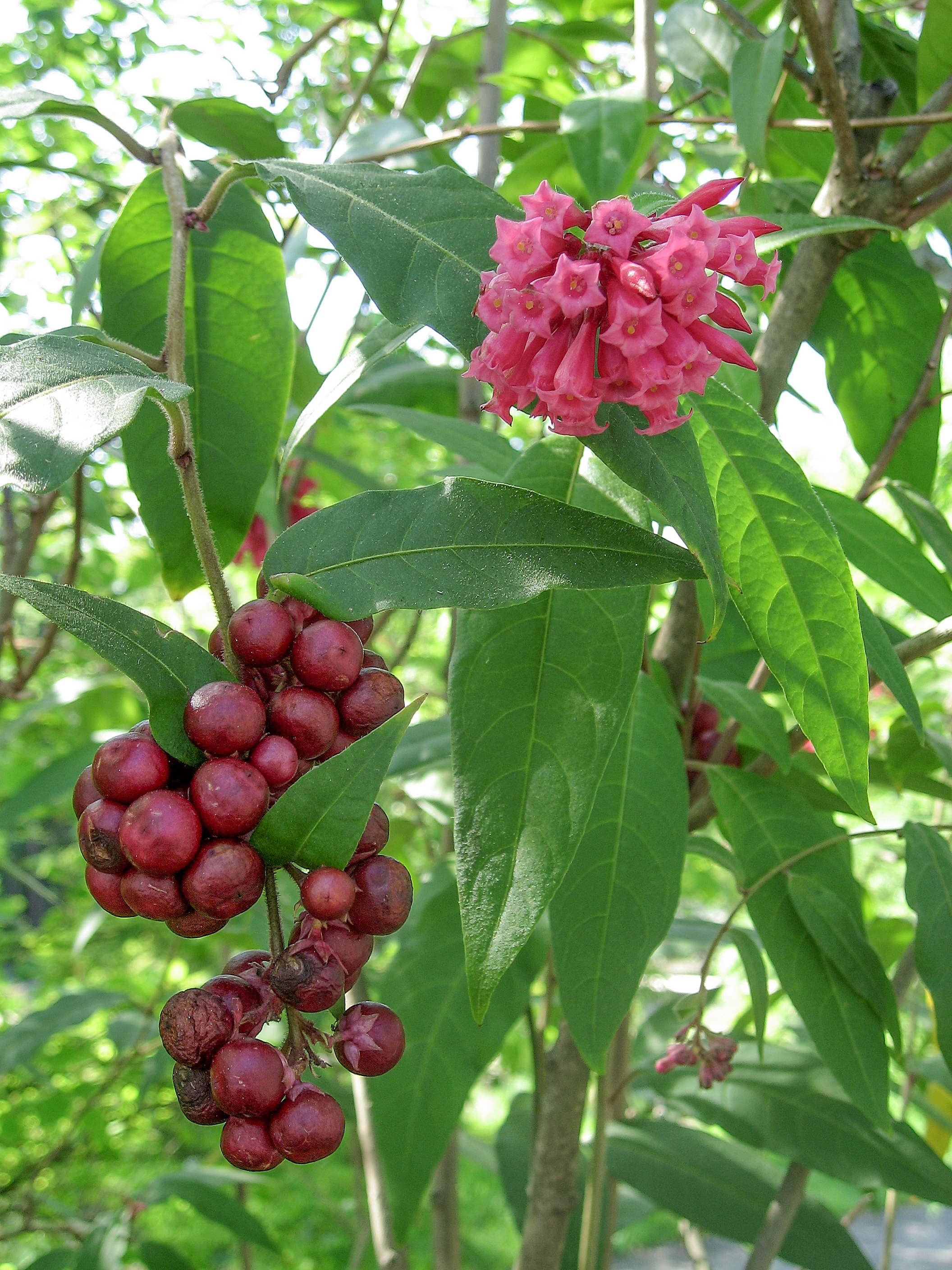
Cestrum roseum

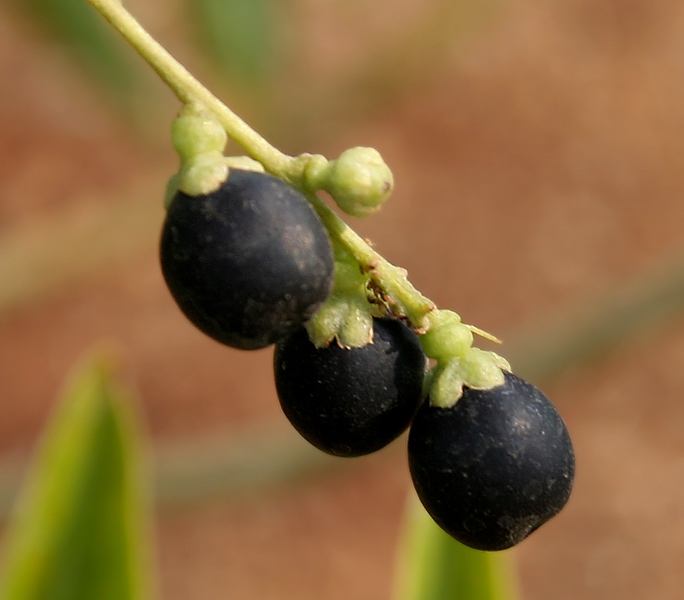
Owoce Cestrum diurnum

Mrzechlina, pieczennik (Cestrum L.) – rodzaj roślin z rodziny psiankowatych. Obejmuje 175 gatunków występujących w ciepłych tropikalnych regionach Ameryki, od południowo-wschodniej części Stanów Zjednoczonych (Floryda, Teksas) po południe i część środkową Chile (region Bíobío – C. parqui). Wszystkie części rośliny są trujące. Spożycie powoduje bardzo poważne zapalenie żołądka i jelit. Rośliny są trujące także dla koni, bydła i owiec. Kwiaty zapylane są przez kolibry i owady, zwłaszcza ćmy.
Różne gatunki uprawiane są jako ozdobne, głównie dla pachnących kwiatów, przy czym C. parqui jest z nich stosunkowo najbardziej tolerancyjny na spadki temperatur. Niektóre gatunki używane są jako lecznicze. C. laevigatum we wschodniej Brazylii jest substytutem konopi.

## Morfologia
PokrójKrzewy o wysokości do 4 m, także drzewa i pnącza. Pędy kwitnące zwykle przewisające.
LiścieSkrętoległe, sezonowe lub zimozielone, pojedyncze, całobrzegie.
KwiatyW przeciwieństwie do innych psiankowatych u roślin tego rodzaju kwiatostany są silnie rozgałęzione, wierzchotkowe, składające się z kilkudziesięciu (do 40) kwiatów. Kielich jest walcowaty, dzwonkowaty, urnowaty lub miseczkowaty. Korona ma postać rurki zrośniętej z płatków, na końcu z łatkami zwykle odgiętymi. Kolory korony są bardzo zróżnicowane u różnych gatunków. Pręcików jest 5, u nasady zrośnięte są z rurką korony, nie wystają ponad jej krawędź. Nitki pręcików mają równą lub nierówną długość. Zalążnia jest górna, dwukomorowa, z licznymi zalążkami w każdej z komór. Słupek pojedynczy, smukły.
OwoceJajowate lub elipsoidalne jagody, niewielkie, zwykle czarniejące po dojrzeniu.

## Systematyka
Rodzaj z plemienia Cestreae z podrodziny Browallioideae w obrębie rodziny psiankowatych (Solanaceae).
Synonimy
Fregirardia Dunal ex Delile, Habrothamnus Endl., Meyenia Schltdl., Parqui Adans., Wadea Raf.
Wykaz gatunków
- Cestrum abeggii Urb. & Ekman
- Cestrum aberrans J.F.Macbr.
- Cestrum acutifolium Alain
- Cestrum affine Kunth
- Cestrum alternifolium (Jacq.) O.E.Schulz
- Cestrum amictum Schltdl.
- Cestrum anagyris Dunal
- Cestrum atroxanthum Kuntze
- Cestrum aurantiacum Lindl.
- Cestrum auriculatum L'Hér.
- Cestrum azuense Urb. & Ekman
- Cestrum bahamense Britton
- Cestrum benthamii Miers
- Cestrum bicolor Urb.
- Cestrum bigibbosum Pittier
- Cestrum bolivianum Francey
- Cestrum bracteatum Link & Otto
- Cestrum brevifolium Urb.
- Cestrum brunneopurpureum Francey
- Cestrum buchtienii Francey
- Cestrum buxifolium Kunth
- Cestrum buxoides Ekman ex Urb.
- Cestrum cahosianum Urb. & Ekman
- Cestrum capsulare Carvalho & A.Schnoor
- Cestrum chiapense Brandegee
- Cestrum chimborazinum Francey
- Cestrum chiriquianum Francey
- Cestrum cobanense Francey
- Cestrum coelophlebium O.E.Schulz
- Cestrum colombianum Francey
- Cestrum confertifolium Francey
- Cestrum conglomeratum Ruiz & Pav.
- Cestrum corcovadense Miers
- Cestrum cordatum Schott ex Sendt.
- Cestrum coriaceum Miers
- Cestrum corymbosum Schltdl.
- Cestrum costaricense Francey
- Cestrum crassinervium Francey
- Cestrum cristinae D.A.Soto
- Cestrum cuneifolium Francey
- Cestrum cuspidatissimum Francey
- Cestrum cuspidatum Sendtn.
- Cestrum daphnoides Griseb.
- Cestrum darcyanum C.Benítez de Rojas & Sawyer
- Cestrum dasyanthum Donn.Sm.
- Cestrum decurrens Francey
- Cestrum dependens (Ruiz & Pav.) J.F.Macbr.
- Cestrum diurnum L.
- Cestrum diversifolium Francey
- Cestrum domingense O.E.Schulz
- Cestrum donnell-smithii Francey
- Cestrum dumetorum Schltdl.
- Cestrum dunalii Francey
- Cestrum ecuadorense Francey
- Cestrum ehrenbergii Schltdl. ex Dunal
- Cestrum ekmanii Urb. & O.E.Schulz
- Cestrum elegans (Brongn. ex Neumann) Schltdl.
- Cestrum elegantissimum C.V.Morton
- Cestrum ellipticum Francey
- Cestrum endlicheri Miers
- Cestrum endresii Francey
- Cestrum eriochiton Sendtn.
- Cestrum euanthes Schltdl.
- Cestrum evanidum C.V.Morton
- Cestrum falcatum Francey
- Cestrum fasciculatum (Schltdl.) Miers
- Cestrum ferrugineum A.Rich.
- Cestrum filipes Urb. & Ekman
- Cestrum flavescens Greenm.
- Cestrum flavinervium Francey
- Cestrum foliosum Francey
- Cestrum formosum C.V.Morton
- Cestrum forsythii Dunal
- Cestrum fragile Francey
- Cestrum franceyi C.V.Morton
- Cestrum fraternum C.V.Morton
- Cestrum fuertesii O.E.Schulz
- Cestrum fulvescens Fernald
- Cestrum galeottianum Francey
- Cestrum gardneri Sendtn.
- Cestrum glabrescens (Morton) Steyerm. & Maguire
- Cestrum glabrum Francey
- Cestrum glanduliferum Kerber ex Francey
- Cestrum glaucophyllum Francey
- Cestrum glomeratum Schott ex Sendt.
- Cestrum gracile Francey
- Cestrum granadense Francey
- Cestrum grandifolium Francey
- Cestrum guaraniticum Chodat & Hassl.
- Cestrum guatemalense Francey
- Cestrum hartwegii Dunal
- Cestrum hassleri Francey
- Cestrum heterophyllum Urb.
- Cestrum hirtellum Schltdl.
- Cestrum hirtum Sw.
- Cestrum hortulanum Britton & P.Wilson
- Cestrum hotteanum Urb. & Ekman
- Cestrum humboldtii Francey
- Cestrum humile Urb. & Ekman
- Cestrum imbricatum Rusby
- Cestrum inclusum Urb.
- Cestrum intermedium Sendtn.
- Cestrum irazuense Kuntze
- Cestrum jacaltenanginum Loes.
- Cestrum jaramillanum Benítez & D'Arcy
- Cestrum jimenezii Alain
- Cestrum johnniegentrianum D'Arcy
- Cestrum killipii Francey
- Cestrum kunthii Francey
- Cestrum laevifolium Francey
- Cestrum laevigatum Schltdl.
- Cestrum lanceolatum Miers
- Cestrum lancifolium Schltdl.
- Cestrum langeanum D'Arcy
- Cestrum latifolium Lam.
- Cestrum laurifolium L'Hér.
- Cestrum laxum Benth.
- Cestrum lehmannii Francey
- Cestrum lewisii D'Arcy
- Cestrum limitatis Alain
- Cestrum lindenii Dunal
- Cestrum linearifolium Urb.
- Cestrum longiflorum Ruiz & Pav.
- Cestrum lorentzianum Griseb.
- Cestrum lucidum Francey
- Cestrum luteovirescens Francey
- Cestrum macbridei Francey
- Cestrum macrophyllum Vent.
- Cestrum magnifolium Francey
- Cestrum maleolens J.F.Macbr.
- Cestrum mancoi J.F.Macbr.
- Cestrum mandonii Rusby
- Cestrum mariquitense Kunth
- Cestrum marmoratum Urb. & Ekman
- Cestrum martii Sendtn.
- Cestrum memorabile Witasek
- Cestrum mexicanum Francey
- Cestrum micans Francey
- Cestrum microcalyx Francey
- Cestrum microphyllum Linden ex Dunal
- Cestrum milciomejiae Zanoni
- Cestrum miradorense Francey
- Cestrum moaense Borhidi & O.Muñiz
- Cestrum mononeurum Urb. & Ekman
- Cestrum moquinianum Dunal
- Cestrum morae Hunz.
- Cestrum morretense Toledo ex Handro
- Cestrum mortonianum J.L.Gentry
- Cestrum mositicum Toledo
- Cestrum mutisii Willd. ex Roem. & Schult.
- Cestrum neblinense D'Arcy
- Cestrum neibensis Alain
- Cestrum nemanthum Dunal
- Cestrum nitidum M.Martens & Galeotti
- Cestrum nocturnum L.
- Cestrum oblongifolium Schltdl.
- Cestrum obovatum Sendtn.
- Cestrum obscurum Francey
- Cestrum ochraceum Francey
- Cestrum olivaceum Francey
- Cestrum osnoense J.F.Macbr.
- Cestrum ovale (Sendtn.) Francey
- Cestrum ovalifolium Francey
- Cestrum ovatolanceolatum Francey
- Cestrum pacayense Francey
- Cestrum pacificum Brandegee
- Cestrum pallidissimum Francey
- Cestrum palmeri Francey
- Cestrum papyraceum Rusby
- Cestrum pariense Steyerm.
- Cestrum parqui (Lam.) L'Hér.
- Cestrum pauciflorum Willd. ex Roem. & Schult.
- Cestrum pedicellatum Sendtn.
- Cestrum pennellii Francey
- Cestrum petiolare Kunth
- Cestrum petiolatum Francey
- Cestrum pinetorum Britton
- Cestrum pitonianum Urb. & Ekman
- Cestrum pittieri Francey
- Cestrum plicatum Francey
- Cestrum poasanum Donn.Sm.
- Cestrum polyanthum Sendtn.
- Cestrum porphyreum Dunal
- Cestrum potaliifolium Dunal
- Cestrum pseudopedicellatum  Francey
- Cestrum psittacinum Stapf
- Cestrum psychotrifolium Schltdl.
- Cestrum pulverulentum Francey
- Cestrum quitense France
- Cestrum racemosum Ruiz & Pav.
- Cestrum raimondianum Francey
- Cestrum ramulosum Francey
- Cestrum reflexum Sendtn.
- Cestrum reticulatum Francey
- Cestrum retrofractum Dunal
- Cestrum rigidifolium Francey
- Cestrum rigidum Rusby
- Cestrum roseum Kunth
- Cestrum rugulosum Francey
- Cestrum ruizteranianum Benítez & D'Arcy
- Cestrum salicifolium Jacq.
- Cestrum salzmannii Dunal
- Cestrum santanderianum Francey
- Cestrum scandens Vahl
- Cestrum schiedei Francey
- Cestrum schlechtendahlii G.Don
- Cestrum schulzianum Francey
- Cestrum sessiliflorum Schott ex Sendt.
- Cestrum skutchii C.V.Morton
- Cestrum sotonunezii Mont.-Castro
- Cestrum sparsifolium Britton ex Rusby
- Cestrum sphaerocarpum O.E.Schulz
- Cestrum sprucei Francey
- Cestrum strictum Schott ex Sendt.
- Cestrum strigillatum Ruiz & Pav.
- Cestrum stuebelii Hieron. ex Francey
- Cestrum subcordatum Francey
- Cestrum subpulverulentum Mart.
- Cestrum subuniflorum Dunal
- Cestrum taylorii Britton & P.Wilson
- Cestrum tenuifolium Francey
- Cestrum thrysoideum Kunth
- Cestrum tillettii Benítez & D'Arcy
- Cestrum toledii Carvalho & A.Schnoor
- Cestrum tomentosum L.f.
- Cestrum tubulosum Sendtn.
- Cestrum tuerckheimii O.E.Schulz
- Cestrum turquinense Urb.
- Cestrum uhdei Dammer ex Francey
- Cestrum undulatum Ruiz & Pav.
- Cestrum urbanii Francey
- Cestrum valerioi Francey
- Cestrum validum Francey
- Cestrum velutinum Hiern
- Cestrum vestioides Schltdl.
- Cestrum vestitum Hook.
- Cestrum viminale Sendtn.
- Cestrum violaceum Urb.
- Cestrum virgaurea Urb. & Ekman
- Cestrum viride Moric. ex Dunal
- Cestrum viridifolium Francey
- Cestrum weberbaueri Francey
- Cestrum wrightianum P.Wilson
- Cestrum yucatanense Francey
- Cestrum zarucchianum D'Arcy, Brako & Zarucchi